# Famille Rucellai
La famille Rucellai, ou Ruccellai ou Oricellari, est une famille patricienne de Florence, en Italie.

## Histoire

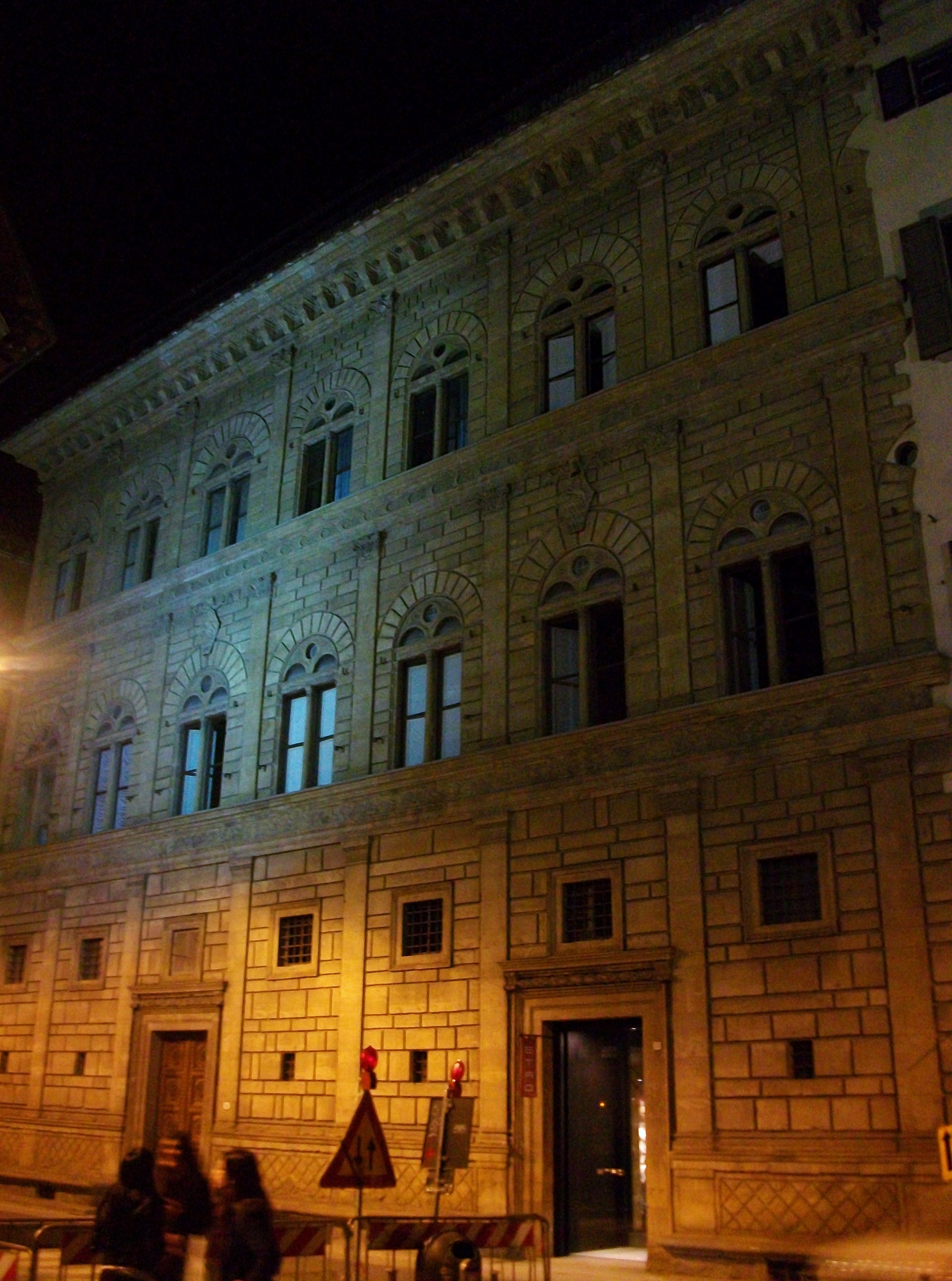
Palais Rucellai.

### Origines
La première mention documentée remonte au XIIIe siècle, lorsqu'un certain Alamanno est surnommé l'« Oricellario » pour avoir découvert l'orseille de certains lichens du genre Roccella, Pertusaria, etc. La tradition veut que ce marchand, voyageant aux îles Baléares, ait accidentellement remarqué comment certaines petites plantes prenaient une forte couleur rouge en urinant dessus. Le procédé chimique de précipitation à l'ammoniac (également contenu dans l'urine), permet d'extraire le colorant oricello rouge-violet, devenu typique des draps de laine florentins (« oricello » pourrait en effet dériver de urine).
La famille Rucellai exploite avec succès cette découverte et grâce au commerce des produits en laine, réussit à accumuler une richesse considérable qui lui permet d'entrer au XIVe siècle, parmi les magnats de la municipalité, à qui ils ont donné 85 prieurs et 14 gonfaloniers de justice.

### Expansion hors de Toscane
Une branche française, dont le nom de famille est Rousselet, est issue d'une branche de la famille qui s'est installée à Lyon pour des raisons commerciales au XVe siècle. À Rome, ils vivent dans le palais appelé plus tard Ruspoli.

## Les Rucellai et la culture
Dès le XIIIe siècle, les Rucellai possèdent une importante chapelle dans le transept de la basilique Santa Maria Novella, dans laquelle se trouvait la Majesté du Siennois Duccio di Buoninsegna, qui prit le nom de Madone Rucellai et se trouve aujourd'hui au musée des Offices.
Giovanni di Paolo Rucellai, dans la seconde moitié du XVe siècle, est le mécène de Leon Battista Alberti, qui peut ainsi créer des chefs-d'œuvre importants à Florence, tels que le palais Rucellai, le tempietto del Santo Sepolcro de l'église San Pancrazio de Florence et surtout, l'admirable façade en marbre de Santa Maria Novella.
Bernardo Rucellai est l'initiateur des réunions de l'académie platonicienne de Florence dans les jardins de sa propriété, les Orti Oricellari, qui se poursuivent avec ses fils Giovanni et Palla et qui ont Nicolas Machiavel parmi les protagonistes. Par deux fois l'Académie compte parmi ses participants des conspirateurs contre les Médicis, en 1513 et en 1521, mais à aucune de ces occasions un Rucellai n'est mis en cause, même si en 1523, le cercle des Orti doit fermer à cause de la tourmente que provoque le dernier complot advenu deux ans plus tôt.
À la fin du XIXe siècle, le palais Rucellai abrite l'un des salons les plus importants de Florence, grâce à la noble russe Lysina, qui a épousé le ministre du grand-duc Giulio Rucellai. Une fois par semaine, les réunions dans le palais ont lieu en présence de toute la noblesse de la ville et d'autres personnalités éminentes telles que Gabriele D'Annunzio qui y vient exprès de sa retraite à Settignano, ou comme Harold Acton, le propriétaire de Villa La Pietra, auteur des Mémoires d'un esthète où il se remémore ces rencontres avec humour et nostalgie, alors qu'elles ont déjà disparues.

## Héraldique

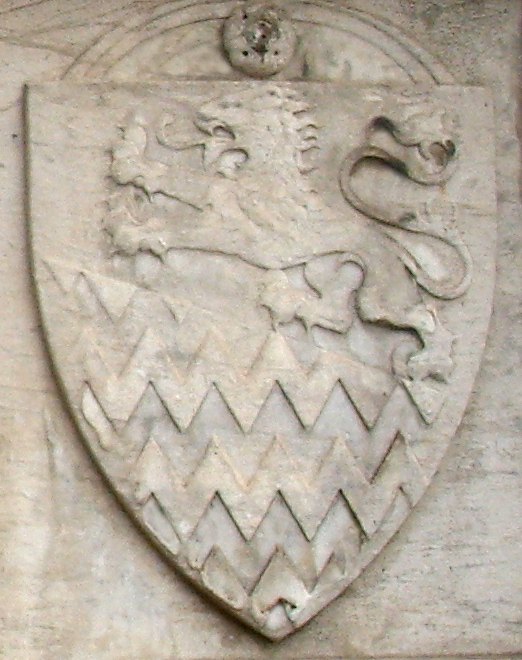
Blason familial à l'extérieur de la basilique Santa Maria Novella.

Le lion d'argent, symbole du peuple siennois, aurait été accordé à la suite de l'aide militaire apportée par Berighieri Rucellai à Sienne en 1318.
Emblème aux trois plumes : la signification héraldique est controversée ; selon certains les trois anneaux entrelacés sont un hommage héraldique de Cosme de Médicis, tandis que l'anneau aux trois plumes aurait été adopté quelques décennies plus tard et également utilisé par Laurent de Médicis dit le Magnifique et Léon X, et représenterait les trois vertus théologales : foi, espérance et charité.
La voile de Fortuna, avec les haubans déployés au vent, est plutôt le symbole de l'entreprise, souvent citée comme motif ornemental dans les œuvres commandées.

## Personnalités

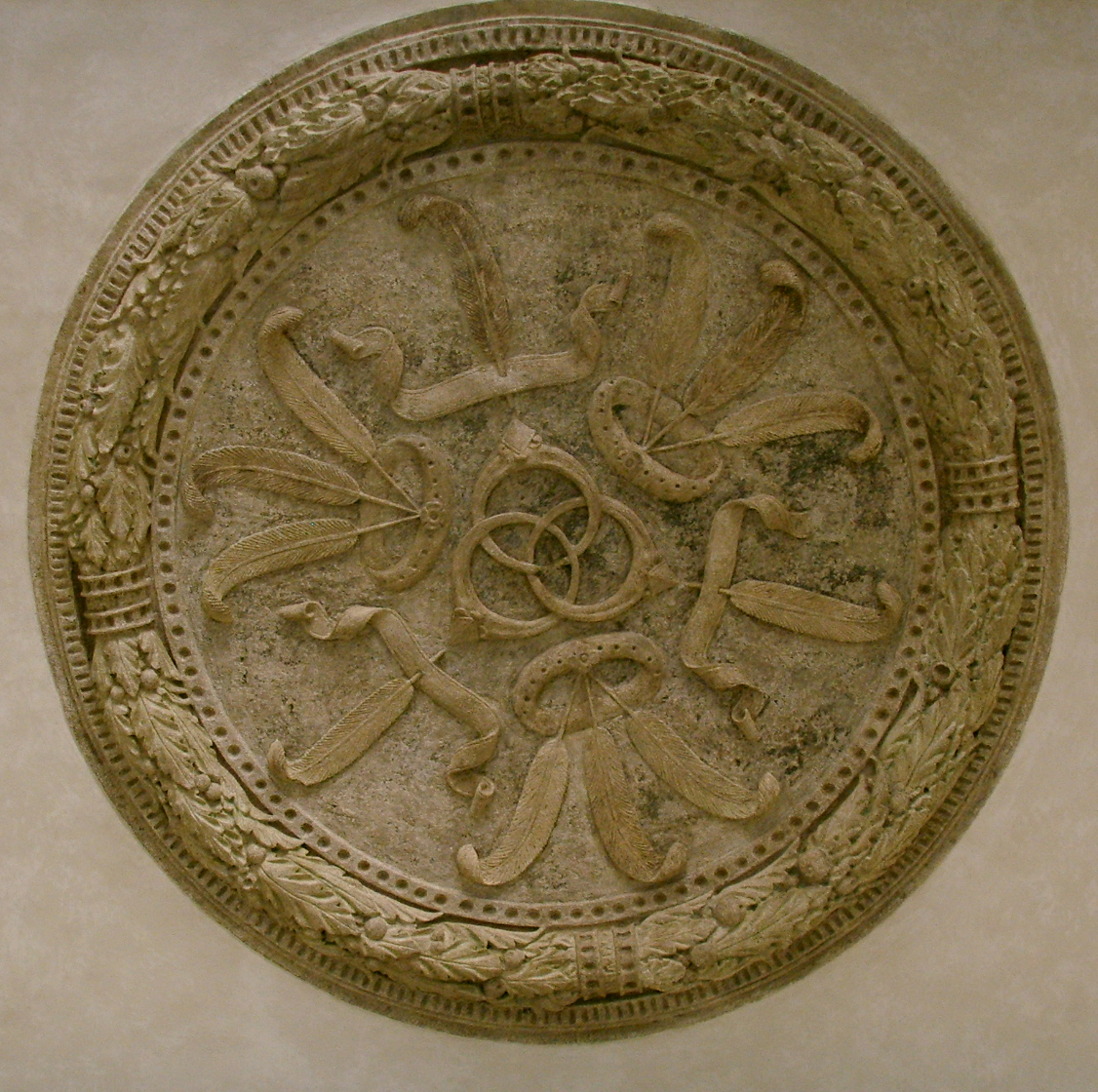
Emblème aux trois plumes sur le plafond du palais Rucellai.

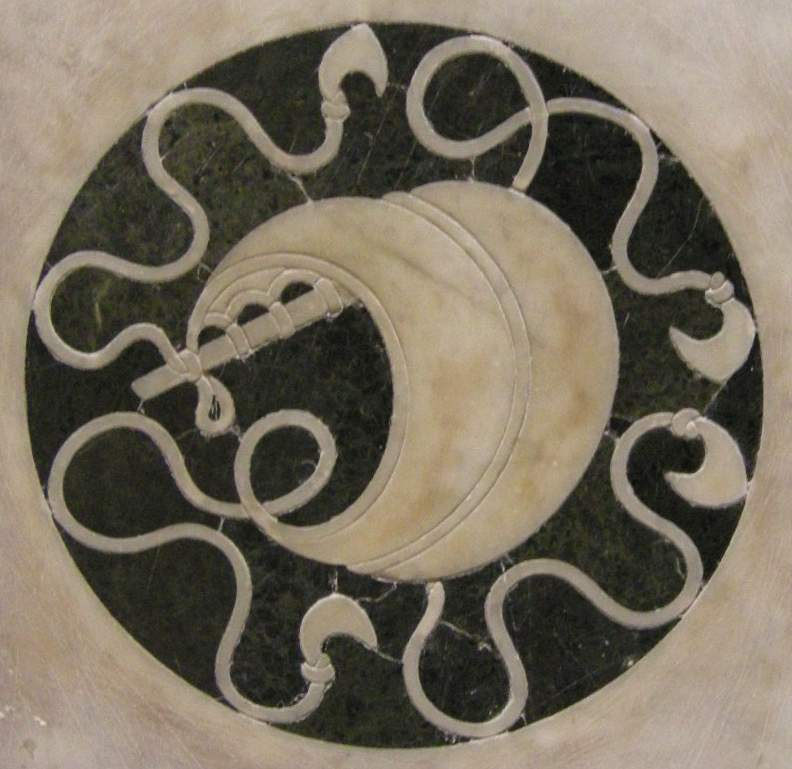
Voile de Fortuna.

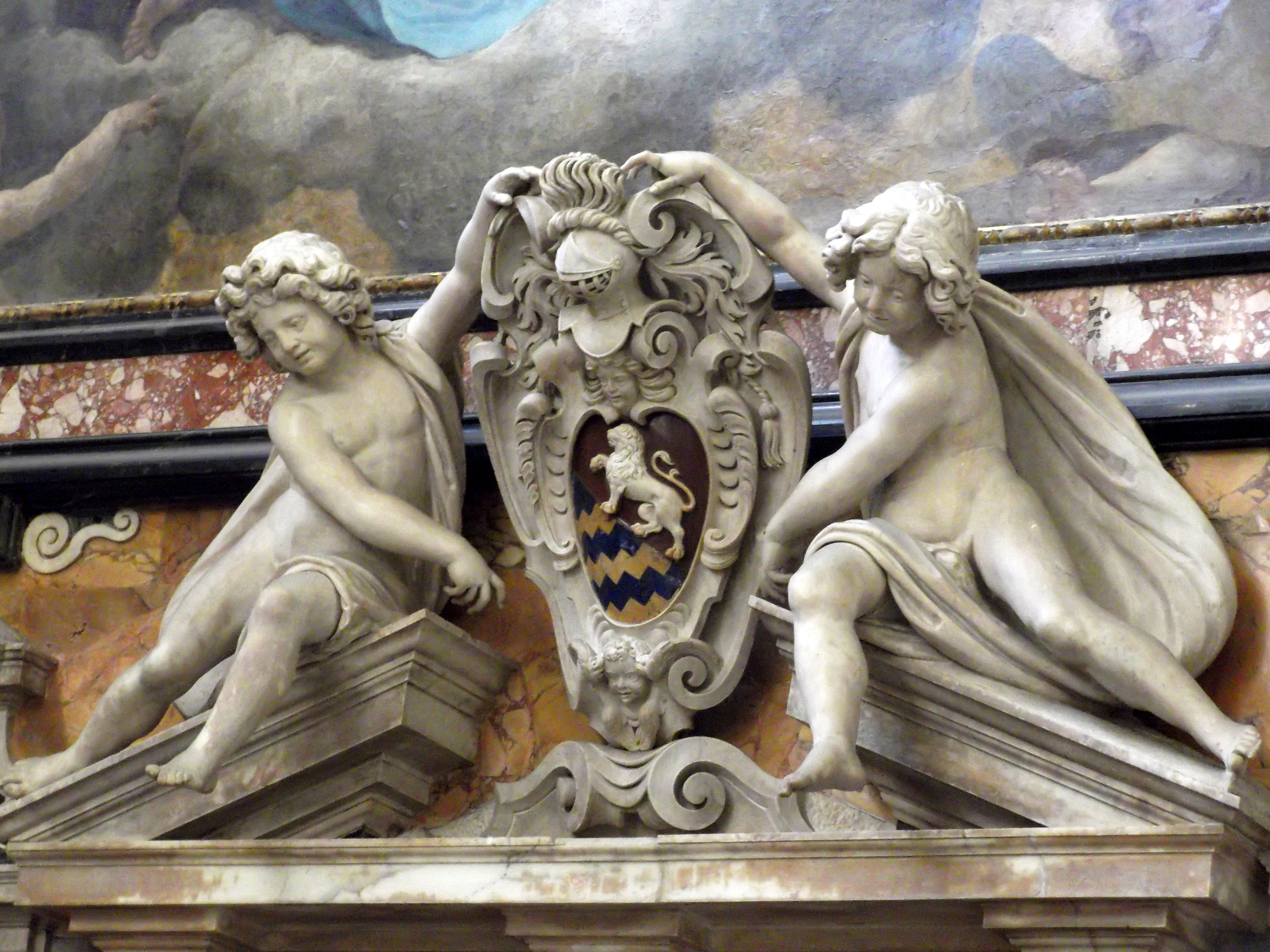
Armoiries de la famille de Ruccelai, visibles à la chapelle qui leur ai dédiée dans l'église Sant'Andrea della Valle à Rome.

- Armoiries de la famille de Ruccelai, visibles à la chapelle qui leur ai dédiée dans l'église Sant'Andrea della Valle à Rome.Giunta Rucellai, prieur en 1304 et gonfalonier en 1308, est le premier membre de la famille à occuper un poste important dans la république de Florence.
- Berlinghieri ou Bingeri Rucellai (ou encore Gerighieri ), capitaine des milices florentines en 1318, réprima la révolte des Tolomei à Sienne. Son aide militaire décisive est récompensée par l'autorisation d'ajouter un lion rampant, symbole de la prouesse militaire, au blason familial.
- Naddo Rucellai (mort en 1343), combattant, est l'une des premières victimes exécutées à l'époque de la tyrannie de Gautier VI de Brienne, duc d'Athènes.
- Paolo Rucellai, fils de Bingeri, actif dans la révolte qui expulsa le duc d'Athènes de Florence, obtint alors quelques hautes fonctions de l'État.
- Giovanni di Paolo Rucellai (1403-1481), fils de Paolo, est parfois appelé Il Magnifico pour son amour de la culture et des arts semblable à celui du jeune Laurent de Médicis ; il protège et parraine surtout Leon Battista Alberti, à qui il commande le palais familial et la façade de l'église la plus importante du territoire, Santa Maria Novella.
- Bernardo Rucellai (Florence 1448-1514), fils de Giovanni, humaniste comme son père, est un mécène généreux qui ouvre les jardins des Orti Oricellari aux écrivains les plus illustres de l'époque (Gian Giorgio Trissino, Machiavel...) ; en 1460, il épouse Nannina de Médicis, la sœur aînée de Laurent le Magnifique, liant ainsi les deux importantes familles florentines. Ils ont eu quatre fils, Cosimo, Pietro, Palla et Giovanni.
- Pandolfo Rucellai, son frère, est un banquier expérimenté, ambassadeur et théoricien de la technique bancaire ; il a écrit, entre autres, le traité Dei cambi e del Monte Comune, le dédiant à son ami Jérôme Savonarole ; devenu veuf, il prend l'habit dominicain.
- Giovanni Rucellai (Florence 1475, Rome 1525), fils de Bernardo, poète et érudit, son œuvre la plus connue est le poème didactique en hendécasyllabes Les Abeilles publié à titre posthume en 1539. Une autre de ses œuvres importantes est l'Oreste.
- Simone Rucellai (1460-1514), chanoine de la cathédrale Santa Maria del Fiore, recteur de l'université de Pise, receveur apostolique de la Toscane sous Alexandre VI et camerlingue de Jules II.
- Francesco Rucellai, évêque de Pise en 1499.
- Annibal de Ruccellai (mort en 1601), suit Catherine de Médicis comme conseiller en France ; il obtient l'évêché du diocèse de Carcassonne, puis il est chargé par le pontife de devenir gouverneur de Rome et de son district.
- Buonaccorso Rucellai, est en relation avec Giovanni da Verrazzano, qui lui remet un rapport détaillé de son voyage en Amérique du Nord.
- Luigi Rucellai (mort en 1627), suit Marie de Médicis en France, mais se heurte à Richelieu ; il est sans héritiers et affilié à Orazio Ricasoli, qui porte depuis lors le double patronyme Ricasoli-Rucellai (une branche portant ce double nom existait déjà à la suite d'un mariage au XVe siècle).
- Orazio Ricasoli Rucellai (1604-1673), petit-fils d'Orazio Ricasoli, ambassadeur de Toscane, surintendant de la bibliothèque Laurentienne, tuteur de Francesco Maria de' Medici et universitaire de l'Accademia della Crusca.
- Giulio Rucellai (1702-1778), professeur de droit civil à l'université de Pise, ministre du Léopold II (empereur du Saint-Empire), il inspire de nombreuses réformes libérales qui fait de la Toscane l'État européen le plus avancé au XVIIIe siècle.